# Hwardijśke (rejon perwomajski)
Hwardijśke (ukr. Гвардійське, ros. Гвардейское, Gwardiejskoje) – wieś na Ukrainie, w Autonomicznej Republice Krymu (de iure stanowiącej integralną część państwa ukraińskiego, w 2014 anektowanej przez Rosję i odtąd funkcjonującej jako Republika Krymu), w rejonie perwomajskim. W 2001 liczyła 1144 mieszkańców, wśród których 169 wskazało jako ojczysty język ukraiński, 651 rosyjski, 302 krymskotatarski, 1 mołdawski, 1 białoruski, 1 gagauski, a 19 inny. Według spisu ludności przeprowadzonego przez okupacyjne władze rosyjskie populacja wsi w 2014 wynosiła 772 osoby.